# Karakó, Vas
Karakó  este un sat în districtul Celldömölk, județul Vas, Ungaria, având o populație de 195 de locuitori (2011). 

## Demografie
Componența etnică a satului Karakó
     Maghiari (90,23%)
     Romi (7,47%)
     Germani (2,3%)
Componența confesională a satului Karakó
     Romano-catolici (65,64%)
     Reformați (1,54%)
     Fără religie (1,54%)
     Necunoscută (31,28%)
Conform recensământului din 2011, satul Karakó avea 195 de locuitori. Din punct de vedere etnic, majoritatea locuitorilor (90,23%) erau maghiari, existând și minorități de romi (7,47%) și germani (2,3%).  Din punct de vedere confesional, majoritatea locuitorilor (65,64%) erau romano-catolici, existând și minorități de reformați (1,54%) și persoane fără religie (1,54%). Pentru 31,28% din locuitori nu este cunoscută apartenența confesională.